# Тіньєблас-де-ла-Сьєрра
Тіньєблас-де-ла-Сьєрра (ісп. Tinieblas de la Sierra) — муніципалітет в Іспанії, у складі автономної спільноти Кастилія-і-Леон, у провінції Бургос. Населення — 41 особа (2010).
Муніципалітет розташований на відстані близько 200 км на північ від Мадрида, 32 км на південний схід від Бургоса.
На території муніципалітету розташовані такі населені пункти: (дані про населення за 2010 рік)
- Таньябуеєс: 20 осіб
- Тіньєблас-де-ла-Сьєрра: 21 особа

## Демографія
Динаміка населення (INE ):